# Международно летище Кокшетау
Международно летище Кокшетау (на казахски: Halyqaralyq Kókshetaý Áýejaıy), с кодове IATA: KOV, ICAO: UACK) е международно летище във Кокшетау, Северен Казахстан. Намира се на 12.5 км североизточно от центъра Кокшетау. Летището е притежание на и се оперира от Airport Management Group (AMG).
Летището официално отваря врати през 1945 година.

## История
Летището е открито през 1945 г.

## Авиокомпании и полети
Част от авиокомпаниите, които обслужват летището са изброени в таблицата:
| Авиокомпания  | Град – Летище               |
| ------------- | --------------------------- |
| FlyArystan    | Алмати                      |
| SCAT Airlines | Актау, Алмати               |
| IrAero        | Сезонни: Москва „Жуковский“ |

## Статистики

### Трафик
| Година | Пътници (общо) | Промяна на пътниците спрямо предходната година |
| ------ | -------------- | ---------------------------------------------- |
| 2012   | 2 353          | 10.1%                                          |
| 2013   | 7 401          | 214.5%                                         |
| 2014   | 3 064          | 58.6%                                          |
| 2015   | 17 497         | 471.1%                                         |
| 2016   | 14 213         | 18.8%                                          |
| 2017   | 22 016         | 15.6%                                          |
| 2018   | 21 427         | 2.7%                                           |